# 阿隆·温特
阿隆·温特（荷蘭語：Aron Mohamed Winter，1967年3月1日—），蘇里南裔足球運動員，司職中場，曾多次代表荷蘭國家隊出賽。

## 生平
出生於蘇里南的温特，其祖父是一個名叫張俊強的中國人。已婚的張當年走到南美洲北部國家蘇里南工作，與當地另一位姓Winter（中譯溫特）的女子生下一男孩，詎料這人其後改跟母姓，及後又跑到荷蘭落地生根，並誕下溫特。溫特在1996年代表荷蘭友賽中國時，他用漢語說：「我是中國人。」
溫特乃由業餘球會打起，19歲已加盟荷蘭班阿積士，其間贏得了一屆荷甲聯賽冠軍(1990年)、一屆歐洲杯賽冠軍杯(1987年)、一屆歐洲足協杯(1992年)。他代表過國家隊出戰1988年歐洲國家杯，乃當屆冠軍隊成員。1990年世界杯溫達也有出席，但不幸在十六強被當屆冠軍德國所淘汰。
1992年他走到意大利加盟意甲球會拉素。但這段期間他效力四年，始終未能獲得任何獎項。1996年他決定轉到同國的國際米蘭。在國際米蘭時温特終於有些成績，那就是1998年歐洲足協杯。在參加過1998年世界杯後，温特離開意大利返回阿積士。
1998年世界杯後温特由於已年屆三十一，荷蘭國家隊已表明温特只會在有需要下才會召入國家隊。但温特仍能隨國家隊出席在荷蘭本土舉行的2000年歐洲國家盃。不幸在進入準決賽時落敗予意大利，自此温特也再沒有返回國家隊。
此後温特繼續打多三年比賽，其間一度被外借至鹿特丹斯巴達，在返回阿積士後便宣佈退役。

## 榮譽
- 荷甲聯賽冠軍：1990
- 歐洲杯賽冠軍杯：1987
- 歐洲足協杯：1992、1998
- 歐洲國家杯冠軍：1988

## 外部連結
- 阿隆·温特 檔案及數據 Wereld van Oranje （荷兰文）